# Schouwbroek (Frankrijk)
Schouwbroek (officieel: Schoubrouck) is een gehucht waarvan het grootste deel zich bevindt in de tot het Franse departement Pas-de-Calais behorende gemeente Klaarmares en een klein deel in de tot het Noorderdepartement behorende gemeente Noordpene. Schouwbroek is gelegen in het Marais audomarois.

## Naam
De plaatsnaam heeft een Oudnederlandse herkomst en werd voor het eerst vermeld in 1261 als Scodbroec. In het verleden werd het eerste woorddeel van de plaatsnaam ook wel uitgelegd als verwijzend naar lis, maar dat lijkt toch minder waarschijnlijk. Een beekje van dezelfde naam werd in 1863 vermeld als le Scaubroucq.

## Geschiedenis
Tot aan de Franse Revolutie was in Schouwbroek de Abdij van Klaarmares gelegen.

## Natuur en landschap
Ten zuiden van Schouwbroek bevindt zich het Réserve naturelle régionale des prairies du Schoubrouck.